# 출아

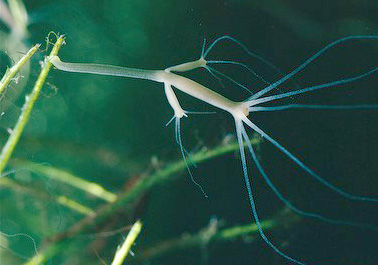
출아 중인 히드라

출아(出芽)는 모체의 일부에서 싹이 나와, 이것이 분리되어 새로운 개체가 되는 생식법을 말한다. 출아법으로 생식하는 동물은 히드라, 산호 등의 강장동물, 해면동물, 태충류, 갯지렁이 등의 환형동물, 멍게류 등이다. 특히 산호·태충·우렁쉥이류 등은 출아에 의해 생겨난 새로운 개체가 모체에서 분리되지 않고 서로 이어져 군체를 이룬다.

## 같이 보기
- 분열 (생물학)